# Японсько-цінська війна
Японсько-цінська війна (яп. 日清戦争, にっしんせんそう, МФА: [ɲiɕ̚.ɕiɴ sensoː]; кит.: 甲午戦争) — збройний конфлікт у 1894—1895 роках між Японією та маньчжурською династією Цін, що правила Китаєм, за вплив над Корейським півостровом. Поразка Цінської імперії показала занепад китайської цивілізації та продемонструвала зростаючу потугу модернізованої на західний зразок Японської імперії. Перемога останньої у конфлікті сприяла ліквідації китайської політичної гегемонії у Східній Азії та розвалу династичної системи правління у Китаї.

## Передумови
В лютому 1894 року в Кореї спалахнув народний рух. Урядові війська були розгромлені. У червні того ж року на прохання корейського уряду Китай направив у порти Кореї ескадру та близько 3 000 своїх солдатів. Розцінивши це як китайську агресію, Японія, що до цього постачала повстанцям зброю, також направила на Корейський півострів свої війська, які захопили Чемульпо, а потім, під приводом охорони своєї місії, і столицю Кореї Сеул. Після цього Японія зажадала від корейського короля проведення «реформ», які б означали, фактично, встановлення у Кореї японського управління.
У цих умовах китайський уряд звернувся за посередництвом до Росії. В інтересах Росії було запобігти війні, що назрівала, і не допустити посилення Японії. Та «ввічливо», проте рішуче відкинула російські пропозиції домовитися з Китаєм про умови виводу військ із Кореї. Під різними приводами Японія готувалася до війни, збільшуючи свої війська в Кореї. Велику допомогу Японії надав англійський посланець у Пекіні, який прагнув вплинути на китайського канцлера Лі Хунчжана, вимагаючи поступитися Японії та надати їй повну свободу розпоряджатися внутрішніми справами Кореї, вказуючи, що в руках Японії Корея стане сильним оплотом проти планів Росії розширити свої володіння і свій вплив на Далекому Сході, що головним чином було важливо для самого Китаю. 
Не зважаючи на поради Росії і навмисне загострюючи відносини, Японія наприкінці липня 1894 року довела справу до війни з Китаєм. У ніч проти 23 липня за підтримки японських військ у Сеулі було організовано державний переворот. Новий корейський уряд 27 липня звернувся до Японії з «проханням» про вигнання китайських військ із Кореї. Одначе ще 25 липня японський флот без оголошення війни почав воєнні дії проти морських сил китайської імперії Цін. Офіційне оголошення війни відбулося лише 1 серпня 1894 року.

## Хід війни
У ході війни перевага японської армії та флоту привела до великих поразок Китаю на суші і на морі (під Асаном, липень 1894 року; під Пхеньяном, вересень 1894; при Цзюнлані, жовтень 1894). Із 24 жовтня 1894 воєнні дії перейшли на територію Маньчжурії, але там успішно діяв китайський генерал Нє Шичен. До березня 1895 року японські війська захопили Ляодунський півострів, Вейхайвей, Інкоу, під загрозою перебував Мукден. У квітні японці захопили острів Тайвань.
17 квітня 1895 року в Сімоносекі представники Японії й Цінського Китаю підписали принизливий для останнього мирний договір.